# Rosenbergia straussii
Rosenbergia straussii es una especie de escarabajo longicornio del género Rosenbergia, tribu Batocerini, subfamilia Lamiinae. Fue descrita científicamente por Gestro en 1876.

## Descripción
Mide 43-62 milímetros de longitud.

## Distribución
Se distribuye por Papúa Nueva Guinea.